# Khaled Asaad
Khaled Asaad (Palmira, 1 de enero de 1933- 18 de agosto de 2015), también transcrito como Jaled al-Asaad, fue un antropólogo, arqueólogo y autor sirio. Fue director del Sitio Arqueológico y del Museo de Palmira de 1963 a 2003. Colaboró con numerosas misiones arqueológicas estadounidenses, francesas, alemanas e italianas durante largos años de trabajo y ganó varias medallas nacionales y extranjeros. Hablaba lenguas extranjeras, además de su dominio de la lengua aramea, y publicó cerca de 40 obras sobre las antigüedades de Palmira y de Siria.

## Trayectoria
Miembro del Partido del Renacimiento Árabe Socialista desde 1954.
1956: Licenciado en Historia por la Universidad de Damasco.
1961-1963: Jefe del Departamento de Excavaciones en la Dirección General de Antigüedades y Museos de Siria.
1963-2003: Director del Sitio Arqueológico de Palmira en la Dirección General de Antigüedades y Museos.
1963-2003: Secretario del Museo Nacional de Palmira en la Dirección General de Antigüedades y Museos.
1963-2003: Fue presidente o participante en las campañas de exploración y restauración de Palmira con misiones sirias, extranjeras o conjuntas. Durante el período 1962-1966, descubrió la mayor parte de la calle Larga y de la plaza del Tetrapylon, así como algunos cementerios y cuevas, y el cementerio bizantino en el jardín del Museo de Palmira.

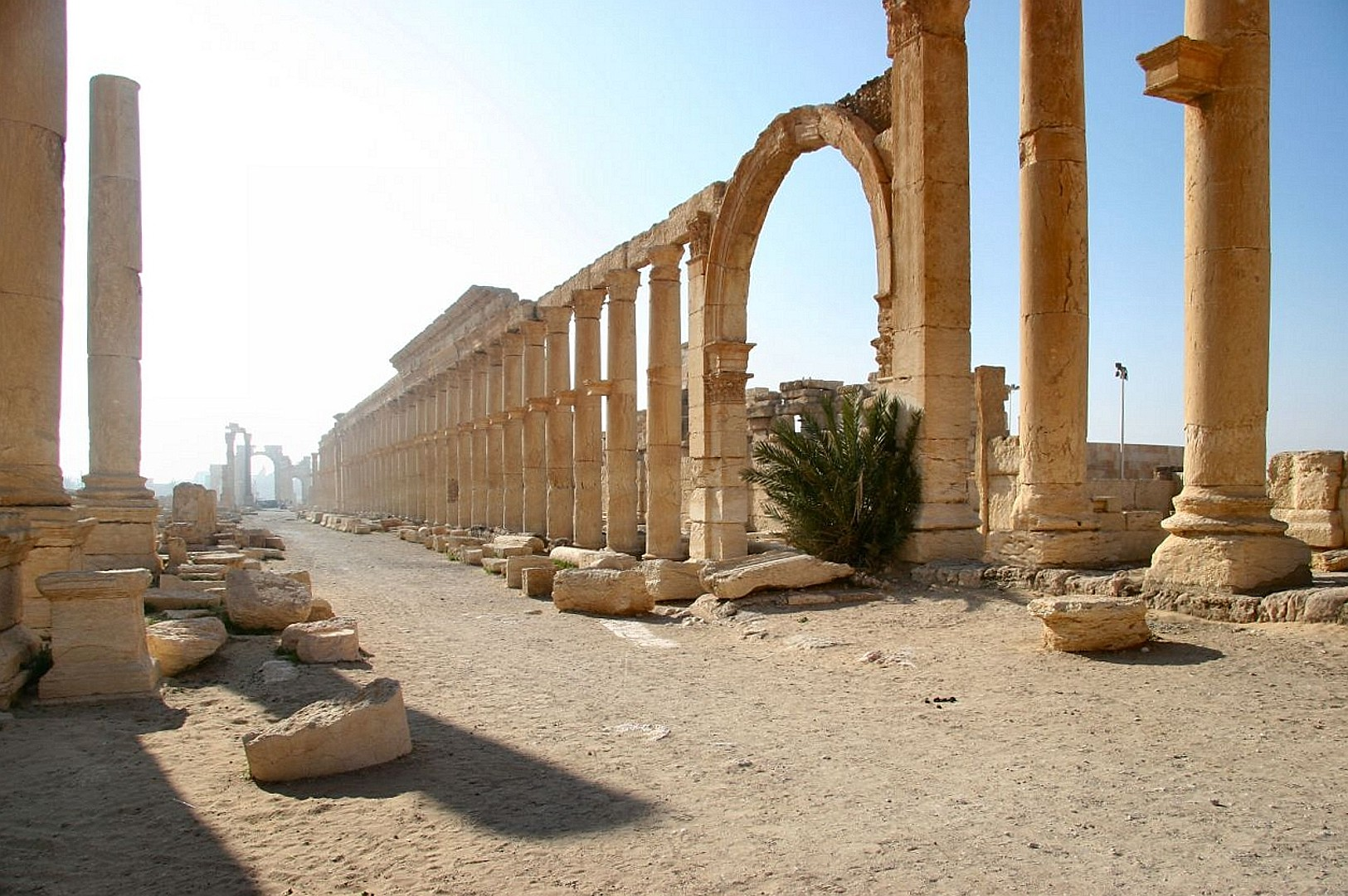
Palmira en 2005.

1963-2003: Director Nacional para la exploración y restauración de Palmira y su desierto.
Hasta el año 2003: Director de la parte siria en todas las misiones de trabajo conjunto en Palmira (Suiza, USA, Polonia, Francia, Alemania).
También fue experto nacional para el desarrollo del turismo cultural, en el programa CDTP para el desarrollo de la zona arqueológica en Palmira (proyecto conjunto entre la Dirección General de Antigüedades y Museos, el Ministerio de Turismo de Siria y la UNESCO, con fondos de la Unión Europea), y experto MAM en el programa nacional de la administración local (proyecto conjunto entre la Dirección General de Antigüedades y Museos, el Ministerio de Administración Local de Siria y la Comisión Europea).
Participó en numerosos congresos, conferencias científicas y seminarios en Italia, Grecia, Austria, India, Irán y Gran Bretaña.
Construyó una casa de huéspedes en el sitio arqueológico en 1966. En 1988 encontró la estatua de la Bella de Palmira, así como varias tumbas familiares. Con la misión nacional permanente para la exploración y restauración de Palmira restauró más de 400 columnas completas de la calle Larga, el templo de Baal Shamin, el templo de la Diosa, las columnas y la plataforma del teatro, así como las famosas cinco columnas conmemorativas, además de restaurar los edificios del tetrapilo con sus 16 columnas de granito, la entrada a los baños de Zenobia, el nicho de Baal Shamin, las paredes y fachadas de la muralla norte de la ciudad, la restauración de gran parte de los muros, salas, torres y pasillos del castillo árabe de Fakhar al-Din y la instalación de un puente metálico sobre el foso. También la restauración de los muros exteriores y las torres del castillo de Qasr al-Hayr al-Sharqi en una longitud de 3.000 metros y una altura media de 3 metros, y la reconstrucción de 20 columnas con capiteles en la mezquita de Hisham. Y el enlace del sitio arqueológico con la carretera asfaltada en el año 2000.
Asaad es autor o traductor de más de 20 obras acerca de Palmira y de las zonas arqueológicas del desierto sirio, como Qasr al-Hair al-Sharqi y Qasr al-Hair al-Garbi, las monedas de Palmira y la ruta de comercio internacional conocida como la Ruta de la Seda.
Fue condecorado con la Orden del Mérito de la República de Polonia en 1998.
Participó en la campaña para que la ciudad de Palmira fuera incluida en la lista de Patrimonio de la Humanidad de la UNESCO. Padre de 11 hijos, sus hijos Walid y Mohammad, y su yerno Jalil participaron activamente en el salvamento de 400 piezas antiguas en el momento en que los yihadistas del Estado Islámico conquistaron Palmira en mayo de 2015.
Los terroristas encarcelaron a Asaad en julio y lo asesinaron el 18 de agosto de 2015, a los 82 años, por decapitación. La directora general de la UNESCO Irina Bokova condenó el hecho.

## Distinciones
- Francia – Orden del Mérito de la República Francesa
- Polonia – Orden del Mérito de la República de Polonia (1998)
- Túnez – Orden del Mérito de la República de Túnez

## Artículos
El conjunto de los estudios e investigaciones acerca de las excavaciones en Palmira los publicó en la Revista Arqueológica Siria desde 1965 a 2003.
Publicó estudios históricos y artísticos en los catálogos de exposiciones nacionales e internacionales, donde aportó objetos arqueológicos de Palmira en Francia, Italia, Polonia, Grecia y Japón, desde 1975 a 2003.

## Libros
- Asaad, Jaled (1966), con 'Abid Taha. مرحباً بكم في تدمر: الدليل السياحي الأول عن تدمر [Bienvenidos a Palmira: la primera guía turística de Palmira]. Publicada en 5 idiomas.
- Asaad, Jaled (1978) قصر الحير الشرقي: مدينة في الصحراء [Qasr al-Hair al-Sharqi: una ciudad en el desierto] , en cooperación con la misión de Estados Unidos en Palmira y la Universidad de Míchigan. Publicado en inglés.
- Asaad, Jaled (1980). Nouvelles découvertes archéologiques en Syrie. Damascus: Direction général des antiquités et des musées. OCLC 602249622.; 2nd edition 1990.
- Asaad, Jaled (1984), con Adnan Bounni تدمر أثرياً وتاريخياً وسياحياً [Palmira: arqueología, historia, turismo]. Publicada en 6 idiomas.
- Asaad, Jaled; Bounni, Adnan (1984). Palmyra. Geschichte, Denkmäler, Museum. Damascus: Direction général des antiquités et des musées.
- Asaad, Jaled (1993) سورية في العهد البيزنطي والإسلامي [Siria en el período bizantino y en el islámico], obra colectiva, publicada en Alemania y en Austria.
- Asaad, Jaled (1994), con Andreas Schmidt-Colinet لمدفن رقم 36 [La bóveda número 36] (1994), en colaboración con la misión alemana en Palmira y la Universidad de Viena. En alemán.
- Asaad, Jaled (1994), con Adnan Bounni y Anna Sadorska المنحوتات التدمرية [Las esculturas de Palmira] (1994), con la colaboración de la misión polaca en Palmira. Publicado en francés.
- Gawlikowski, Michael; Asaad, Jaled (1995). Palmyra and the Aramaeans. ARAM periodical 7. Oxford: The ARAM Society for Syro-Mesopotamian Studies. OCLC 68075497.
- Asaad, Jaled (1997), con Michel Gawlikowski الكتابات التدمرية واليونانية واللاتينية في متحف تدمر [Los textos arameos, griegos y latinos del Museo de Palmira]. En inglés.
- Asaad, Jaled (2000), con Andreas Schmidt-Colinet دراسة أقمشة المحنطات والمقالع التدمرية [Estudio de los tejidos de embalsamamiento y de las canteras de Palmira]. En alemán.
- Asaad, Jaled (2001), con Jean-Baptiste Yon أهم الكتابات التدمرية في تدمر والعالم [Los textos arameos más importantes sobre Palmira y el mundo]. En francés.
- Asaad, Jaled ; Yon, Jean-Baptiste (2001), Inscriptions de Palmyre. Promenades épigraphiques dans la ville antique de Palmyre (= Guides archéologiques de l'Institut Français d’Archéologie du Proche-Orient Bd. 3). Institut Français d'Archéologie du Proche-Orient, Beirut 2001; ISBN 2-912738-12-1.
- Asaad, Jaled (2005), con Jacqueline Dantzer y Christiane Delplace آغورا تدمر [El ágora de Palmira]. En francés.
- Asaad, Jaled {(2006), con Uwe y Hans Edberg زنوبيا ملكة تدمر والشرق [Zenobia, reina de Palmira y del Oriente]. En árabe, francés e inglés.
- Asaad, Jaled (2013), con Andreas Schmidt-Colinet, Palmyras Reichtum durch weltweiten Handel. Archäologische Untersuchungen im Bereich der hellenistischen Stadt. Wien: Holzhausen, 2013; ISBN 978-3-90286-863-3, ISBN 978-3-90286-864-0.